# Choắt đuôi xám
Choắt đuôi xám (danh pháp hai phần: Tringa brevipes) là một loài chim trong họ Dẽ.
Loài chim này liên quan chặt chẽ với loài bà con với nó ở Bắc Mỹ, Tringa incana và rất khó để phân biệt với các loài đó. 
Loài này sinh sản ở vùng đông bắc Siberia. Sau khi sinh sản, chúng di cư đến một khu vực từ Đông Nam Á đến Úc.